# アンナプルナ
アンナプルナ（サンスクリット: अन्नपूर्णा（annapūrṇā）、ネパール語およびネパール・バサ語 :अन्नपूर्ण （annapūrṇa））は、ネパール・ヒマラヤの中央に東西約50 kmにわたって連なる、ヒマラヤ山脈に属する山群の総称。パールヴァティの別名に由来し、サンスクリットでアンナ（अन्न）は 「食物」や 「穀物 」、プルナ（पूर्ण）は 「満たされた」「充実した」「十分な」という意味で、「食べ物を与える者」を意味する。Ⅰ峰（8091 m）、Ⅱ峰（7937 m）、Ⅲ峰（7555 m）、Ⅳ峰（7525 m）、南峰（7219 m）、ガンガプルナ（7455 m）で、主峰のⅠ峰の標高は世界第10位である。

## 概要
アンナプルナの山容は、ネパールのポカラや近在のダンプス、サランコットなどから、比較的手軽に見ることが出来る。ネパールの鎖国時代には外国人の立ち入りは禁じられていたが、1950年開国直後の6月3日に、モーリス・エルゾーグ隊長麾下、リオネル・テレイ、ルイ・ラシュナル、ガストン・レビュファ、ジャン・クジーといった錚々たる第一線アルピニストを揃えたフランス隊によって、Ⅰ峰の初登頂がなされた。人類が足跡を記した最初の8000メートル峰であり、3年後にエベレストが登頂されるまでは人類が登頂した最も高い山であった。
しかし、14座ある8000メートル峰の中では10番目の標高であるが、けっして容易な山ではない。北面は常に雪崩の危険がつきまとい、南面は岩と氷の困難な大岩壁が立ちはだかっている。最も登られる北斜面では、初登頂ルートを含む北氷河を通過するルートで雪崩が頻発し、雪崩を避けるために稜線沿いにルートをとった場合でさえ雪崩の死者が多数出ている。そのため8000メートル峰の中では最も登頂者が少なく、2012年3月の時点で、登頂者数191人に対して死亡者数は61人に達する。死亡率が高い理由は、エベレストのような商業登山の対象とならず、難度の高いルート、単独ないしアルパイン・スタイル、無酸素による挑戦の比率が高いことにも起因している。

## エルゾーグらによる初登頂
エルゾーグ率いるフランス隊のアンナプルナ登頂に際して、いくつかの特徴が見られる。「ナイロン部隊」と呼ばれたように、軽量でコンパクトな化学繊維製品をテントやその他の装備に採用したこと、70度もの氷壁を登るというアルプス的登山が行われたこと、時間の関係で最後はラッシュ・タクティクスをとったことである。出発時は目標の山をアンナプルナにするかダウラギリにするかも決まっておらず、その限られた時間で登路を見出し、登頂に成功し、生還できたことは僥倖であった。登頂したモーリス・エルゾーグとルイ・ラシュナルの足指20本、手指10本が凍傷で失われたことを考えると、内容的には失敗に近いものともいえるこの遠征に学んだフランス山岳界は、以後の高所登山のあり方を見なおすことになる。その成果が、5年後のマカルー登頂だった。

## 登山史

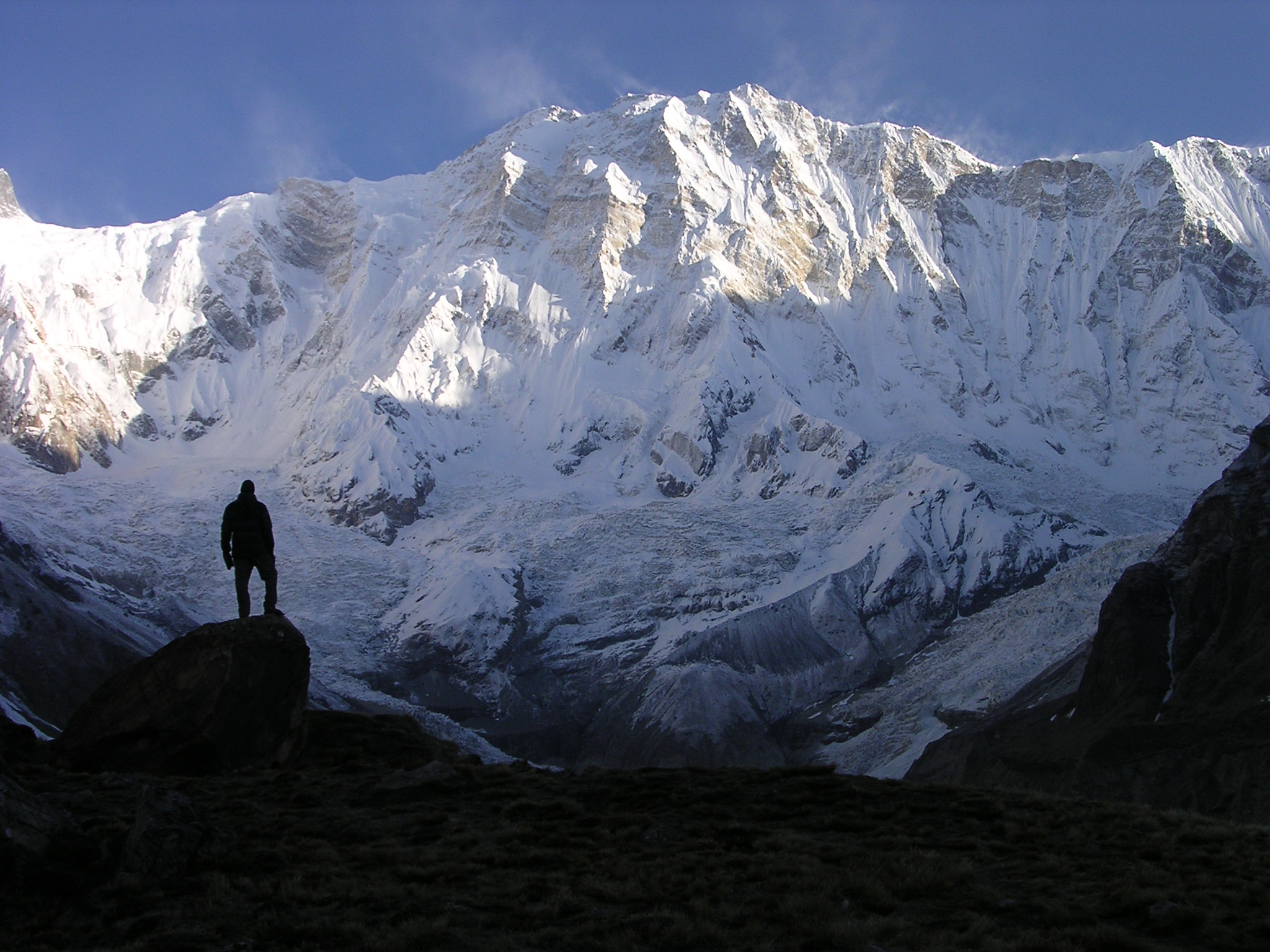
南側から見るアンナプルナI峰

- 1950年6月3日 - モーリス・エルゾーグとルイ・ラシュナル（フランス語版）が北東壁ルートで初登頂。無酸素。ルートは北氷河から鎌氷河を経由して北東壁。
- 1964年10月13日 - 京都大学登山隊が南峰（7219 m）に初登頂。
- 1970年5月19日 - 宮崎英子が率いる日本の女子登攀クラブ隊の田部井淳子と平川宏子、2名のシェルパがⅢ峰（英語版）（7555 m）に登頂。
- 1970年5月27日 - クリス・ボニントンが率いる1970年英アンナプルナ南壁遠征（英語版）において、ドン・ウィランス（英語版）とドゥーガル・ハストン（英語版）の両名が南壁からの初登頂に成功するが、イアン・クラフ（英語版）が第2キャンプ直下でセラック崩壊により死亡。
- 1971年 - フランスのジェラール・ドゥヴァス（フランス語版）、ジョルジュ・パイヨ、イヴォン・マジノ、モーリス・ジッケルが南峰（英語版）（7219 m）の南壁初登攀に成功。

- 1977年 - オランダのマシュー・ファン・リーズウィックが二名のシェルパと共に北東バットレスと鎌氷河の間にある側稜を経由して登頂。以降このルートはダッチ・リブと呼ばれ、雪崩が起きやすい鎌氷河に代わるスタンダードなルートとなるが、急峻でルート工作を必要とするため少人数の隊は鎌氷河を選ぶ傾向にある[1]。
- 1978年10月15日 - アメリカ女性隊（アーリーン・ブラム隊長）のアイリン・ミラーとヴェラ・カルマコワが二名のシェルパと共にダッチ・リブより女性初登頂。第二次登頂の二名が滑落死。
- 1979年5月8日 - 静岡県山岳連盟ヒマラヤ登山隊の田中成三がシェルパと共にダッチ・リブから日本人初登頂。（登頂時無酸素）
- 1981年 - 青田浩、柳沢幸弘が南壁新ルートで登頂。
- 1984年 - エアハルト・ロレタン、ノルベルト・ヨースが東稜から初登頂し、北面へ縦走した。この縦走は予定になかったことであり、南側にベースキャンプを構えていた他の隊員はカトマンズで2人と落ち合うまで2人の消息をつかめていなかった[4]。
- 1985年 - ハンス・カマランダー、ラインホルト・メスナーが北西壁新ルートで登頂。
- 1987年2月3日 - ポーランドのイイジ・ククチカとアルトゥール・ハイゼルが冬季初登頂。
- 1987年12月20日 - 山田昇、三枝照雄らが南壁新ルートで登頂。
- 1992年10月11日 - ピエール・ベジャンが南壁で墜死。パートナーのジャン＝クリストフ・ラファイユは落石で右腕を骨折し、確保するギアもほとんどない状態で、一人で数日かけて下山した。
- 2003年5月16日　- I峰南壁を無酸素登頂。明治大学山岳部隊: 高橋和弘, 加藤慶信, 天野和明, 森章一, 早川敦
- 2004年5月29日 - 竹内洋岳が北面ルートで登頂。
- 2004年10月10日 - 名塚秀二と佐藤理雄が北面ルートで大型雪崩により遭難死。
- 2007年5月21日 - スイスのウーリー・ステックが南壁ベジャン・ラファイユルートに挑むが、頭部に落石を受けて300 m転落。奇跡的に助かった。
- 2007年10月28日 - スロベニアのトマジ・フマルが南壁ルートで東峰に初の単独登頂。
- 2008年5月23日  - スペインのイニャキ・オチョアが遭難死。別ルートを登っていたウーリー・ステックが駆けつけるが助からず。
- 2011年10月18日 - 韓国の朴英碩が南壁登攀中に遭難し、消息を絶つ。
- 2013年10月9日 - ウーリー・ステックが3度目の挑戦でⅠ峰に単独初登頂（南壁ベジャン・ラファイユルート初登）。

## 2014年の遭難事故
2014年10月15日に、アンナプルナ周辺で吹雪とそれに伴う雪崩が発生。43人の死亡が確認された。うち、21人がトレッキング中の外国人で、他はネパール人のガイドやポーターであった。ネパールのトレッキングにおける過去最悪の事故となった。

## 関連画像（アンナプルナ連峰）

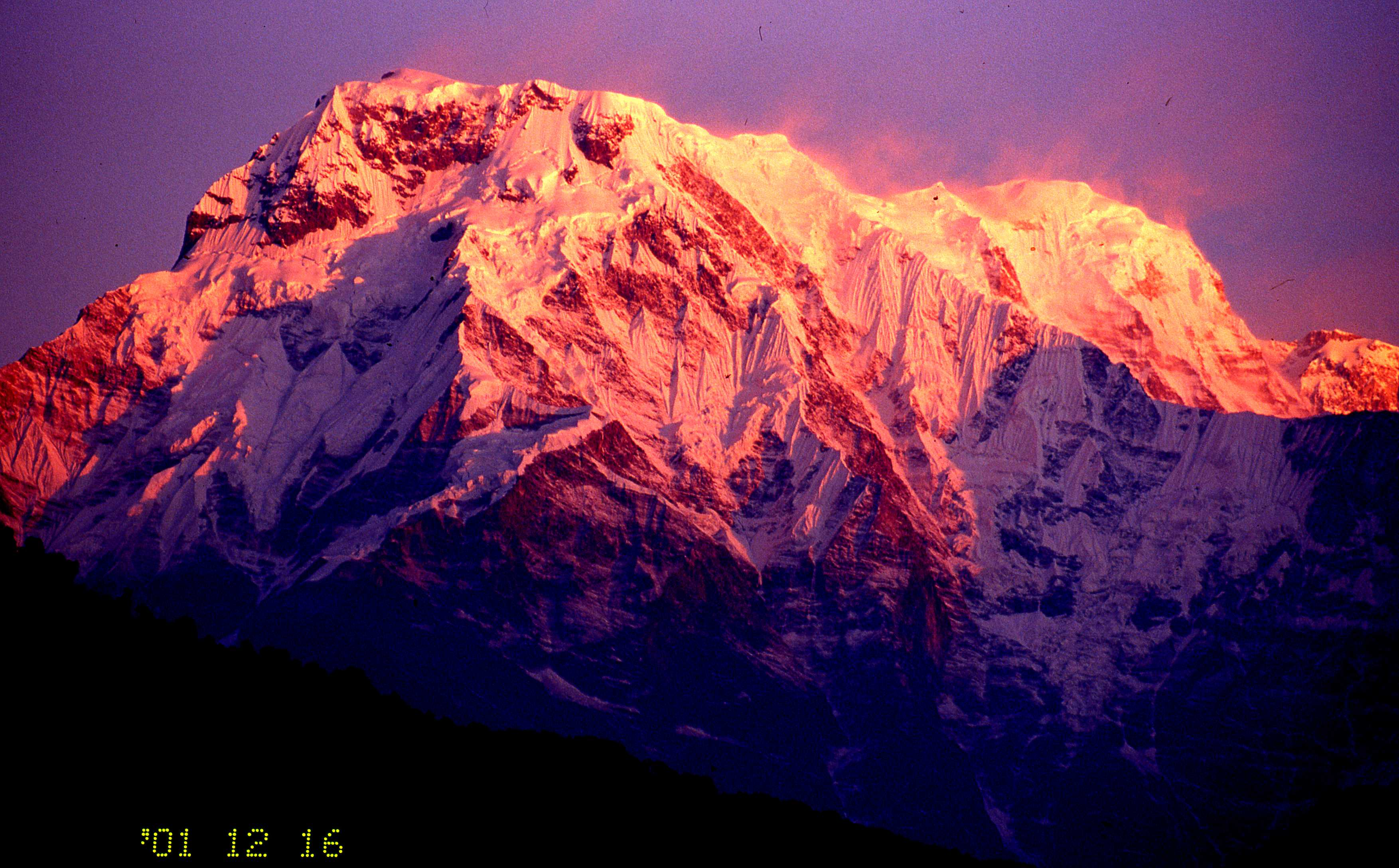
アンナプルナIII
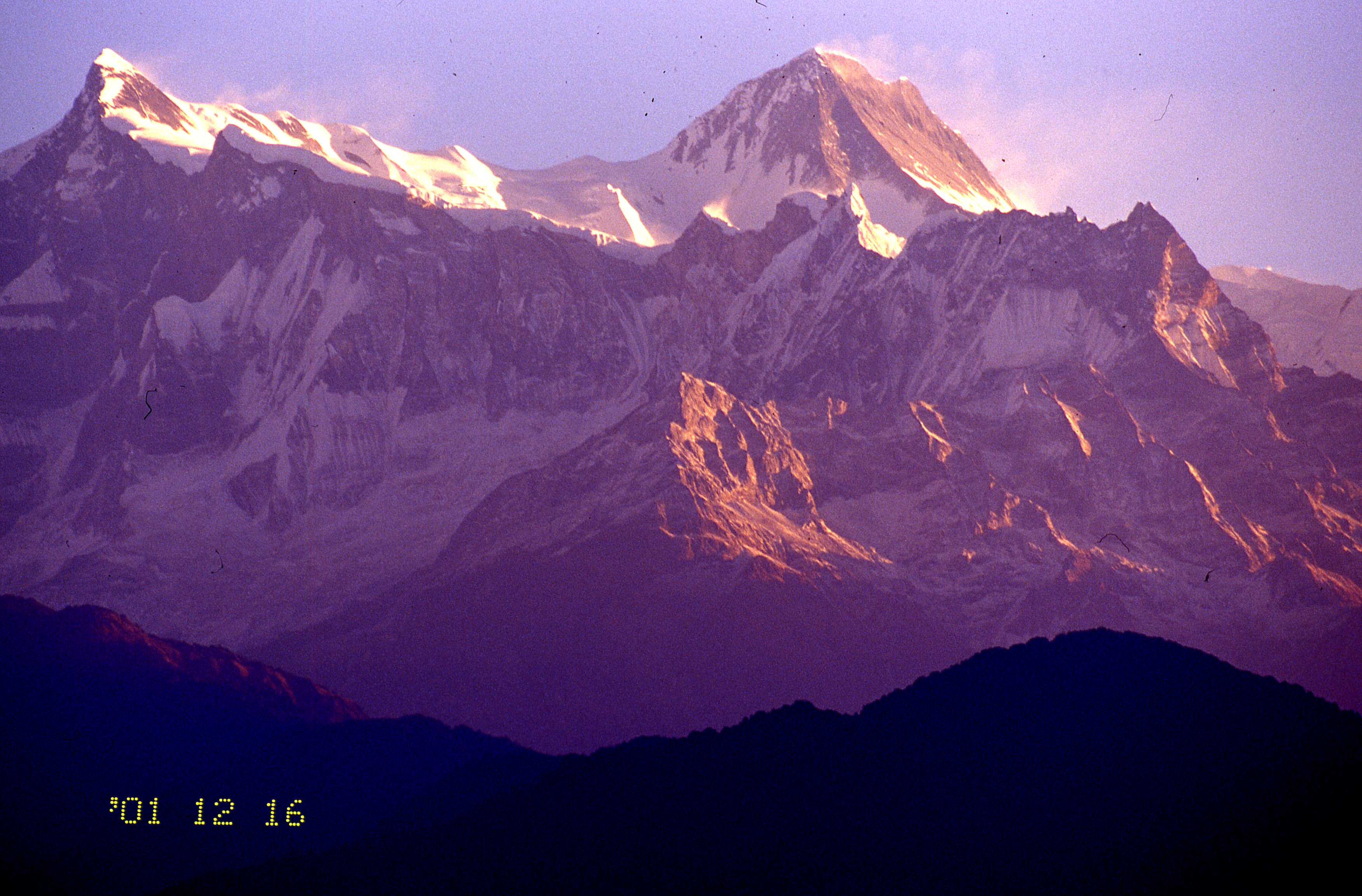
アンナプルナIIIとマチャプチャレ
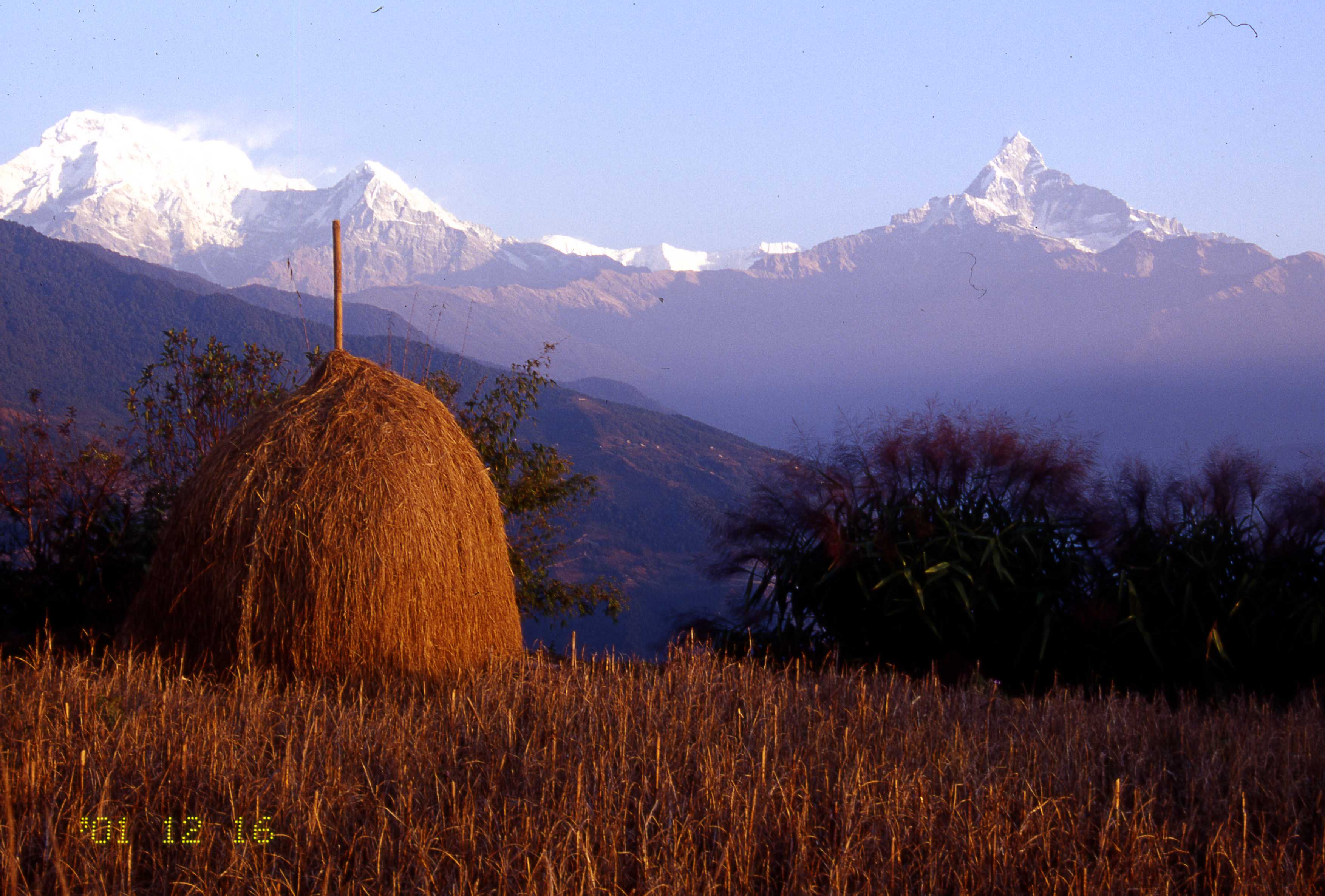
アンナプルナIIIとマチャプチャレ（ダンプス）
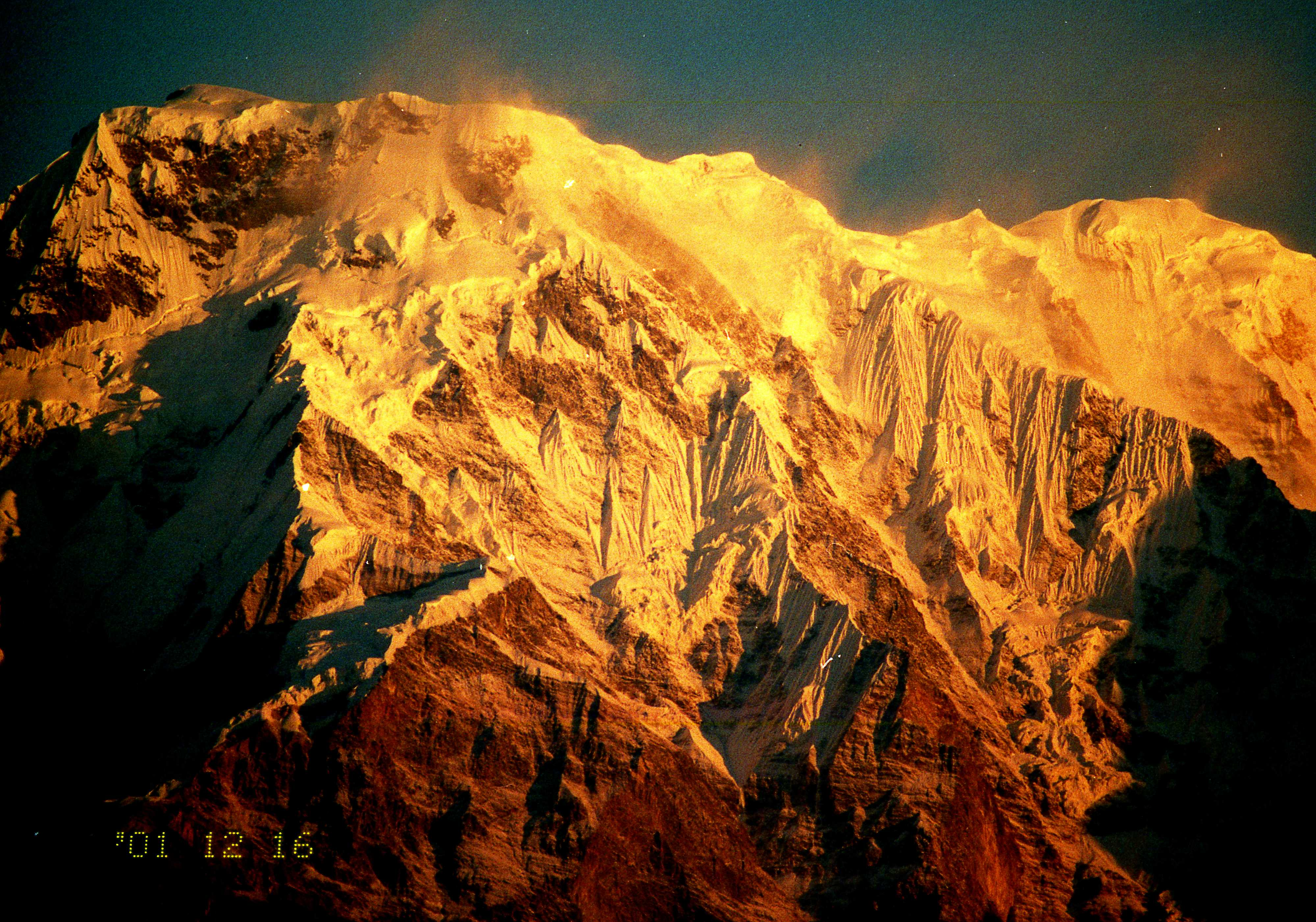
アンナプルナIII（夕陽）
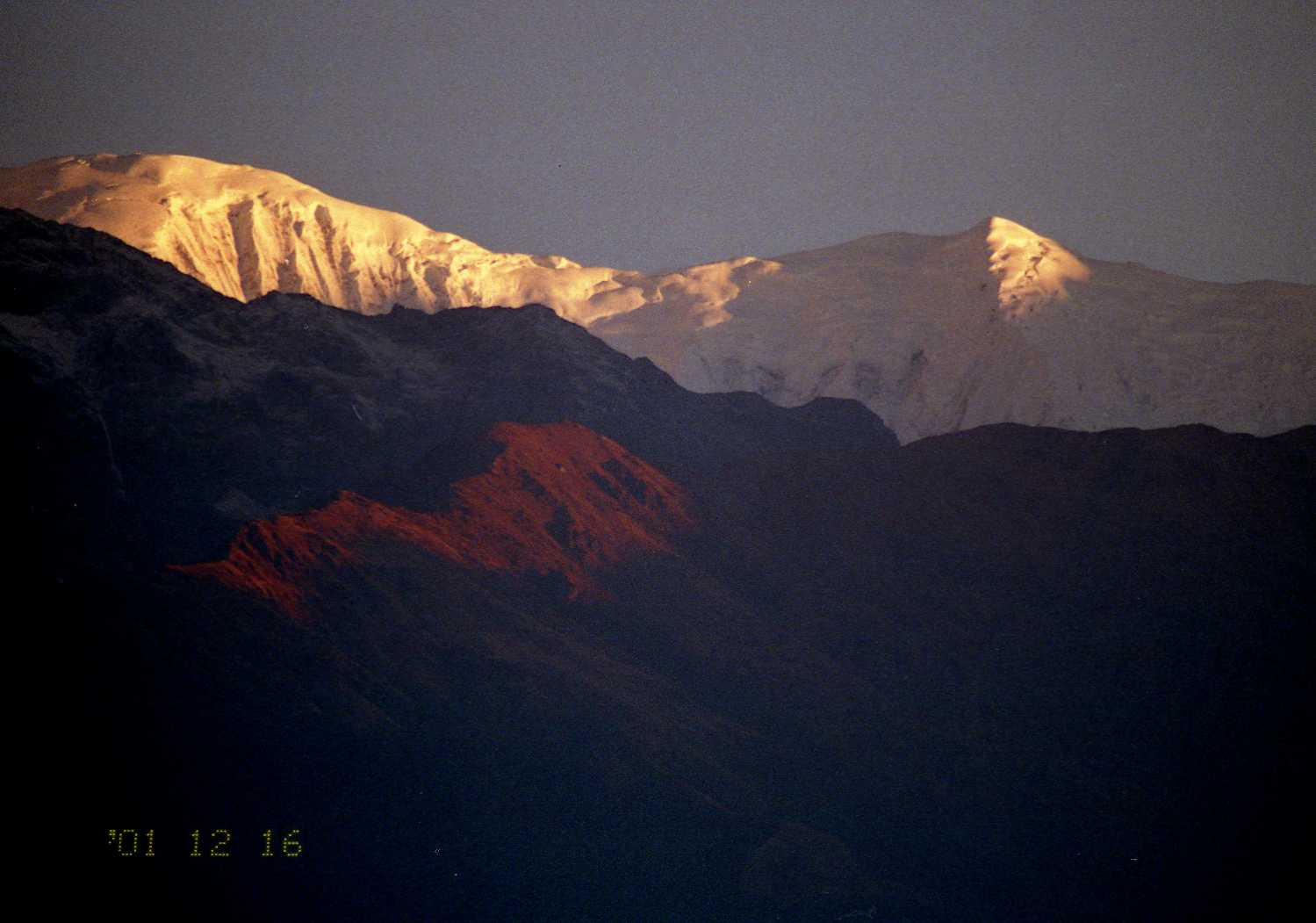
アンナプルナ連峰
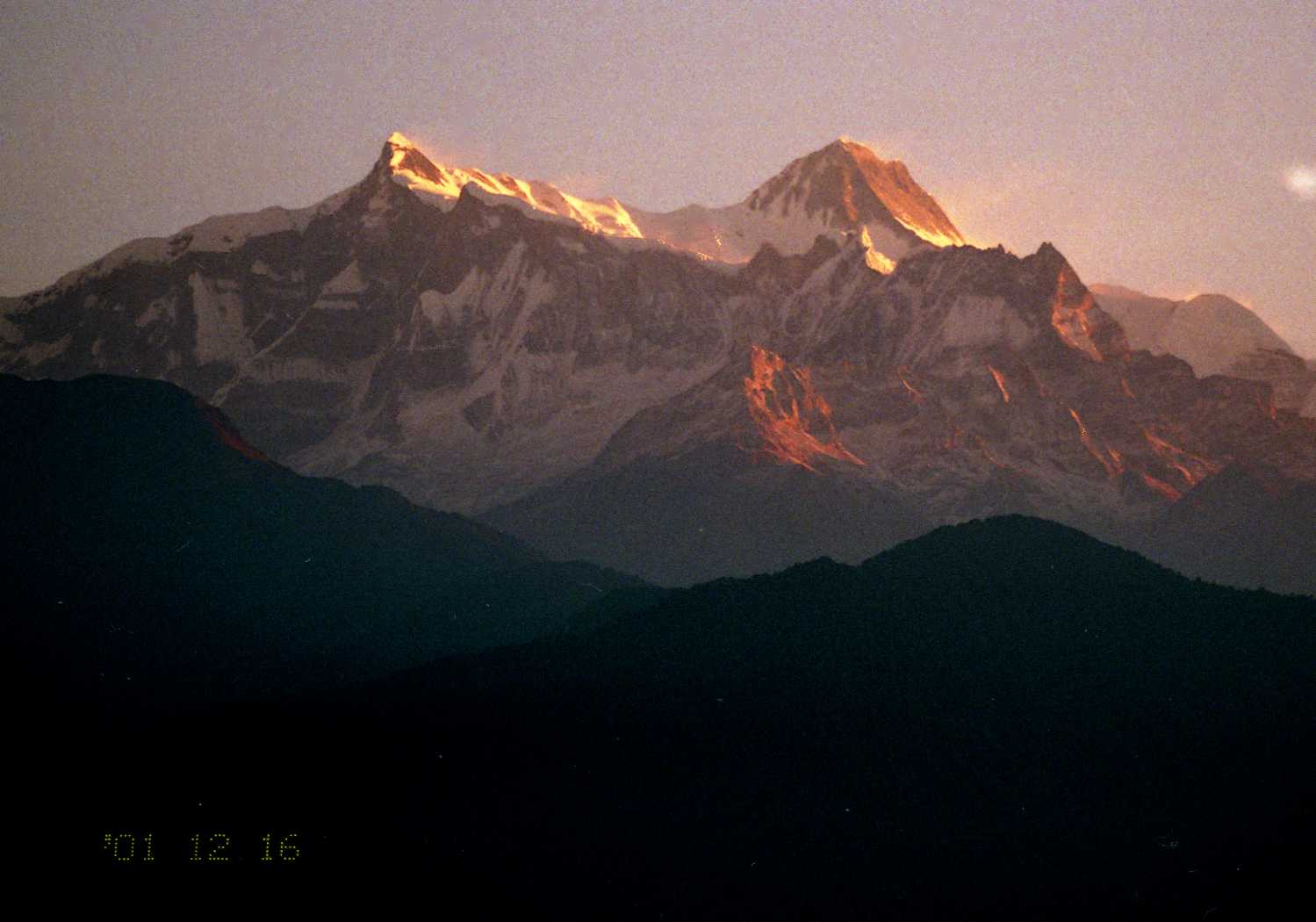
アンナプルナIIIとマチャプチャレ
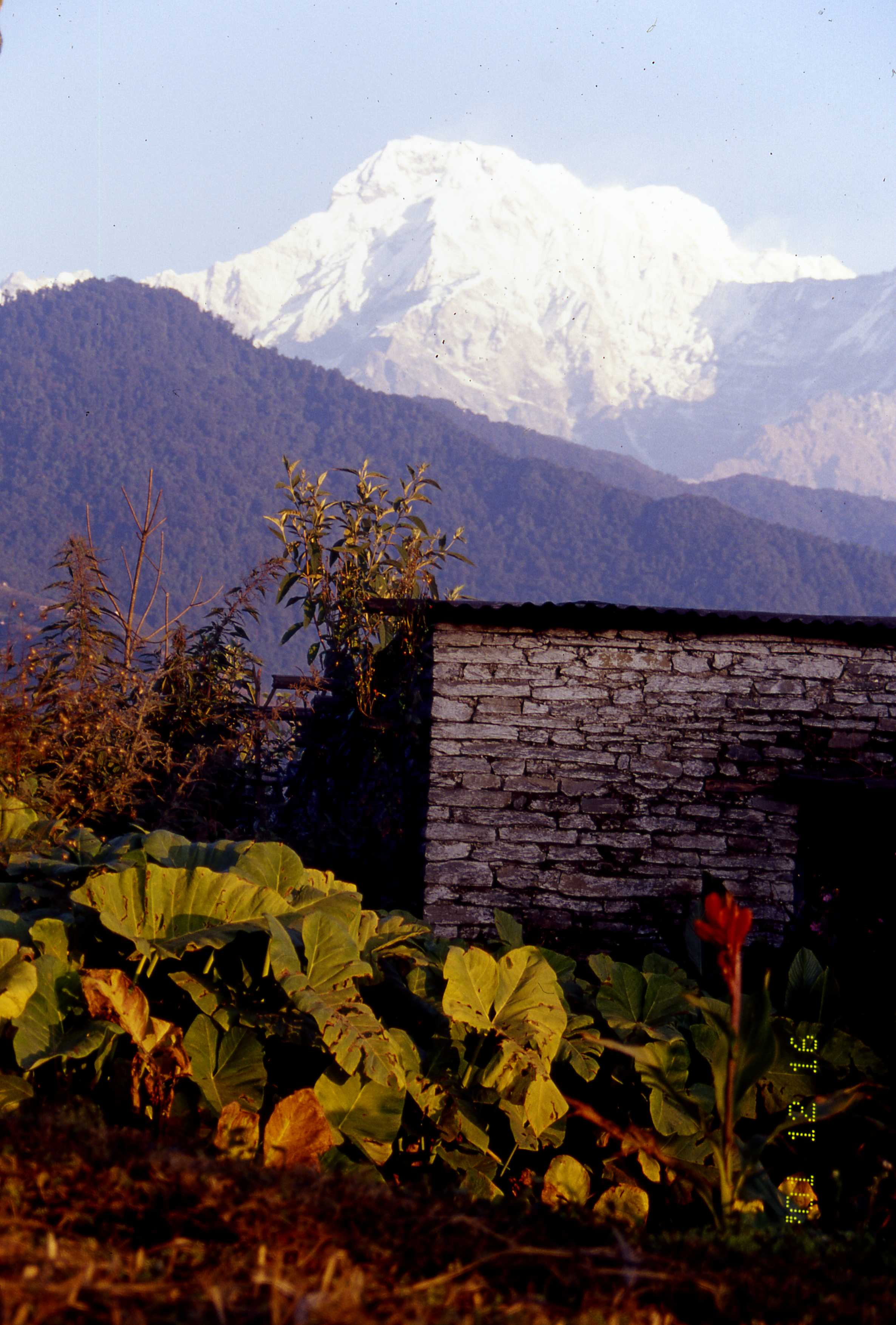
アンナプルナIIIとマチャプチャレ（ダンプス）
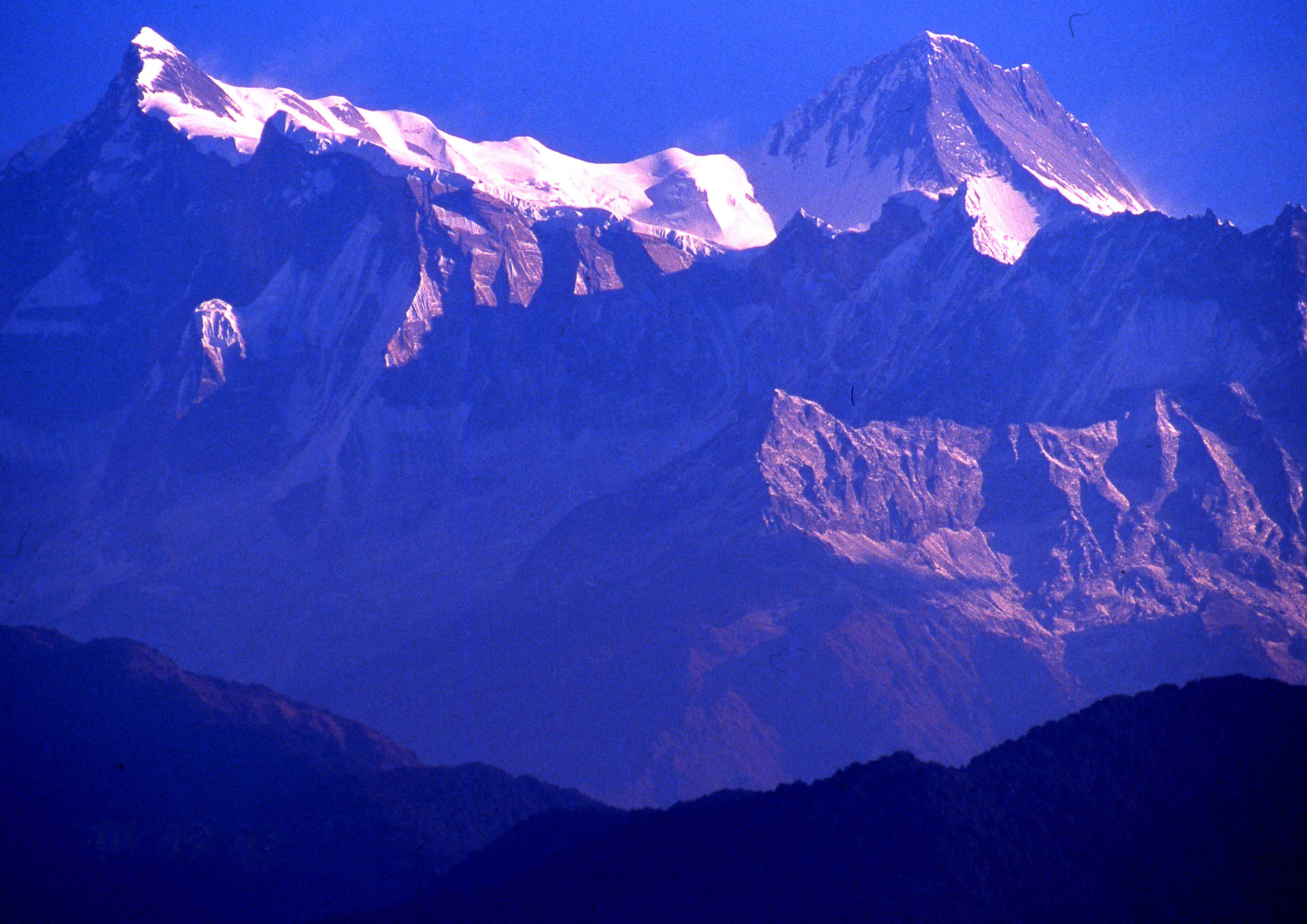
アンナプルナIIIとマチャプチャレ（朝）

## 関連書籍
- モーリス・エルゾーグ(著)、近藤等(訳)『処女峰アンナプルナ：人類最初の8000米峰登頂』白水社、1953年。
- モーリス・エルゾーグ(著)、近藤等(訳)、アルベール・ブルネ(絵)『アンナプルナ登頂』岩波少年文庫、1957年。
- クリス・ボニントン(著)、山崎安治(訳)『アンナプルナ南壁』白水社、1972年。
- 女子登攀クラブ(著)、『アンナプルナ：女の戦い7577m』東京新聞出版局、1973年。
- 内田良平『アンナプルナ周遊』山と溪谷社、1993年9月。ISBN 4635530132。
- モーリス・エルゾーグ『処女峰アンナプルナ―最初の8000m峰登頂』山と溪谷社、2000年2月1日。ISBN 4635047016。
- 岡本まさあき、上村信太郎『ヒマラヤ初登頂物語 アンナプルナ、エベレスト、マナスル編』山と溪谷社、2010年8月25日。ISBN 978-4635730013。
- 日本ヒマラヤ協会『ヒマラヤへの挑戦<2>8000m峰登頂記録』アテネ書房、2000年11月。ISBN 978-4871522120。